# مارثا هاريس
مارثا هاريس (بالإنجليزية: Martha Harris) (19 أغسطس 1994 بإنجلترا في المملكة المتحدة - ) هي لاعبة كرة قدم بريطانية في مركز الدفاع. شاركت مع منتخب إنجلترا تحت 19 سنة للسيدات لكرة القدم ومنتخب إنجلترا تحت 20 سنة للسيدات لكرة القدم ‏ ومنتخب إنجلترا تحت 23 سنة للسيدات لكرة القدم. أما مع النوادي، فقد لعبت مع نادي ليفربول لكرة القدم للسيدات وNotts County Ladies F.C. ‏.

## وصلات خارجية
- مارثا هاريس على موقع الاتحاد الدولي (مؤرشف)  (الإنجليزية)
- مارثا هاريس على موقع الاتحاد الأوربي (الإنجليزية)
- مارثا هاريس على موقع قاعدة بيانات كرة القدم.إي يو (الإنجليزية)
- مارثا هاريس على موقع Soccerway.com (الإنجليزية)